# آنتونیو اولمو (دوچرخه‌سواری)
آنتونیو اولمو (اسپانیایی: Antonio Olmo‎؛ زادهٔ ۱ اوت ۱۹۸۲ ‏(۴۲ سال)) دوچرخه‌سوار اهل اسپانیا است.